# Clare Torry
Clare Torry é uma cantora britânica conhecida por atuar como vocal de apoio na canção "The Great Gig in the Sky", do álbum The Dark Side of the Moon, da banda Pink Floyd. Desde então, passou a atuar como cantora em várias gravações.
Em 2004, processou a EMI e o Pink Floyd por não creditar seu nome entre os colaboradores na criação de "The Great Gig in the Sky". Ela saiu-se vencedora, sendo creditada nos discos em que a faixa aparece desde então.
Em fevereiro de 2006, lançou a coletânea Heaven in the Sky.[carece de fontes?]